# Alita: Battle Angel
Pour les articles homonymes, voir Alita.
Pour plus de détails, voir Fiche technique et Distribution.
Alita: Battle Angel, ou Alita : L'Ange conquérant au Québec, est un film de science-fiction américain réalisé par Robert Rodriguez et sorti en 2019. Produit et coécrit par James Cameron, le film est une adaptation en prise de vues réelles du manga Gunnm créé par Yukito Kishiro en 1990.
Le film reçoit des critiques plutôt mitigées. S'il est généralement plébiscité pour ses effets visuels, ses scènes d'action et la prestation en capture de mouvement de Rosa Salazar dans le rôle-titre, la presse critique les faiblesses de l'intrigue. 
Le film est un succès au box-office mondial, mais sa rentabilité est à relativiser en raison d'un budget de production très élevé.

## Synopsis
L’histoire se passe en 2563, 300 ans après que la Terre a connu une catastrophe appelée « l’Effondrement », consécutive à une guerre contre Mars. Dans la ville d'Iron City, infestée par le crime, le Dr Dyson Ido, médecin spécialisé dans les augmentations biomécaniques, cherche des pièces détachées dans une décharge à ciel ouvert accueillant les déchets technologiques de Zalem, dernière cité céleste de la planète, où chacun rêve d'aller, qui domine Iron City, un bidonville regroupant les descendants des réfugiés de l'Effondrement.
Ido trouve le corps d'une cyborg en piteux état. Il va alors la ramener dans sa clinique pour la réparer. La jeune cyborg se réveille, réparée mais amnésique. Le docteur Ido la rebaptise Alita (du prénom de sa fille décédée) et lui fait découvrir le monde dans lequel ils survivent. Mais Alita, qui se découvre des capacités de combat et des performances surhumaines, veut toujours en savoir plus et aller plus loin. Elle fait la connaissance d'Hugo, un jeune revendeur de pièces détachées, qu'il récupère avec des copains sur des cyborgs qu'ils agressent le soir dans la rue, auquel elle se lie rapidement ; il lui confie son ambition d'aller à Zalem.
Alita va tenter de comprendre qui elle est réellement et d'où elle vient. Elle croise la route du terrible Vector, qui contrôle les matches du sport ultrapopulaire et ultraviolent de la ville, le Motorball, qui fournit aux vainqueurs l'occasion d'aller vivre à Zalem.

## Fiche technique
- Titre original et français : Alita: Battle Angel
- Titre québécois : Alita : L'Ange conquérant
- Réalisation : Robert Rodriguez
- Scénario : James Cameron et Laeta Kalogridis, d'après le manga Gunnm de Yukito Kishiro
- Musique : Tom Holkenborg
- Direction artistique : A. Todd Holland
- Direction de la photographie : Bill Pope
- Décors : Caylah Eddleblute et Steve Joyner
- Costumes : Nina Proctor
- Montage : Stephen E. Rivkin
- Production : James Cameron, Jon Landau et Robert Rodriguez
- Sociétés de production : Lightstorm Entertainment, 20th Century Fox et Troublemaker Studios
- Société de distribution : 20th Century Fox (États-Unis et France)
- Budget : 170 millions de dollars[3],[4],[5]
- Pays de production :  États-Unis,  Japon,  Canada
- Langue originale : anglais
- Format : couleur
- Genres : science-fiction (cyberpunk et post-apocalyptique), action
- Durée : 122 minutes
- Dates de sortie[6] :
  - France : 8 février 2019 (avant-première à Paris) ; 13 février 2019
  - Belgique : 13 février 2019
  - États-Unis : 14 février 2019
  - Japon : 22 février 2019

## Distribution
- Rosa Salazar (VF : Rebecca Benhamour ; VQ : Magalie Lépine-Blondeau) : Alita
- Christoph Waltz (VF : Pierre-François Pistorio ; VQ : Jacques Lavallée) : Dr Dyson Ido
- Jennifer Connelly (VF : Odile Cohen ; VQ : Marika Lhoumeau) : Chiren
- Mahershala Ali (VF : Eilias Changuel ; VQ : Daniel Picard) : Vector
- Ed Skrein (VF : Marc Arnaud ; VQ : Christian Perrault) : Zapan
- Jackie Earle Haley (VF : Frédéric Souterelle ; VQ : Sylvain Hétu) : Grewishka
- Keean Johnson (VF : Antoine Ferey ; VQ : Alexandre Bacon) : Hugo
- Jorge Lendeborg Jr. (VF : Oscar Douieb ; VQ : Charles Sirard Blouin) : Tanji
- Lana Condor (VF : Charlotte Duran ; VQ : Elisabeth Forest) : Koyomi
- Eiza González (VF : Claire Morin) : Nyssiana
- Jeff Fahey (VF : Patrick Raynal ; VQ : Jean-François Blanchard) : McTeague
- Idara Victor (VF : Astrid Bayiha ; VQ : Alice Pascual) : l'infirmière Gerhad
- Rick Yune (VF : Nicolas Hardy) : Maître Clive Lee
- Edward Norton (VF : aucun dialogue) : Nova (non crédité)
- Michelle Rodriguez (VF : Géraldine Asselin) : Gelda (non créditée)
- Jai Courtney (VF : Laurent Blanpain) : Jashugan (non crédité)
- Derek Mears (VF : Boris Rehlinger) : Romo
- Marko Zaror : Ajakutty
- Leonard Wu : Kinuba
- Elle LaMont : Screwhead
- Casper Van Dien (VF : aucun dialogue) : Amok
- Tamara Rapp (VF : Jade Pradin) : Ashley Ido

 Source et légende : version française (VF) sur RS Doublage  et version québécoise (VQ) sur Doublage.qc.ca

## Production

### Genèse et développement
En 1999, Jean-Pierre Dionnet souhaitait acheter les droits de Gunnm pour en faire une adaptation en prise de vues réelles, avec Kirk Wong à la réalisation. Cependant, au moment de signer, les ayants droit lui ont annoncé que « James Cameron [leur] a fait une offre qu'ils ne pouvaient pas refuser ». À propos de Cameron, Jean-Pierre Dionnet se déclare d'ailleurs « un peu choqué qu'[il] ait emprunté quelques idées [de Gunnm] pour [sa série] Dark Angel ».
C'est ainsi qu'en 2003, le réalisateur James Cameron annonce la préproduction d'une adaptation de Gunnm. Il s'agit d'un film en prise de vues réelles couplées avec de l'animation 3D. Fin 2008, l'artiste numérique Mark Goerner affirme qu'il travaille sur le projet depuis environ un an et demi mais que, bien qu'une bonne partie de la préproduction soit terminée, aucune sortie n'est alors programmée même après la sortie du film Avatar,.
En 2009, James Cameron déclare que le travail sur Avatar, avec les différentes technologies utilisées, est bénéfique pour l'adaptation de Gunnm, et que l'équipe de production possède déjà un bon scénario et a réalisé beaucoup de travail sur le design. Il déclare quelque temps plus tard qu'il souhaite adapter les premiers chapitres du récit, notamment le motorball. En 2012, il explique qu'il souhaite se focaliser d'abord sur la production de la franchise Avatar car elle véhicule un message mondial sur l'attitude de l'homme face à la nature, tout en étant un divertissement, alors que Gunnm n'est « qu'une bonne histoire ». En 2013, la production du film est annoncée pour 2017, après la sortie du deuxième volet de la franchise Avatar,.
Finalement, les quatre suites d'Avatar prévues ne permettant pas à Cameron de se consacrer au projet, il en devient producteur en compagnie de Jon Landau et Robert Rodriguez est choisi pour en assurer la réalisation sur un script de Laeta Kalogridis. La date de sortie du film, nommé Alita: Battle Angel, est annoncée par la 20th Century Fox pour le 20 juillet 2018.

### Attribution des rôles

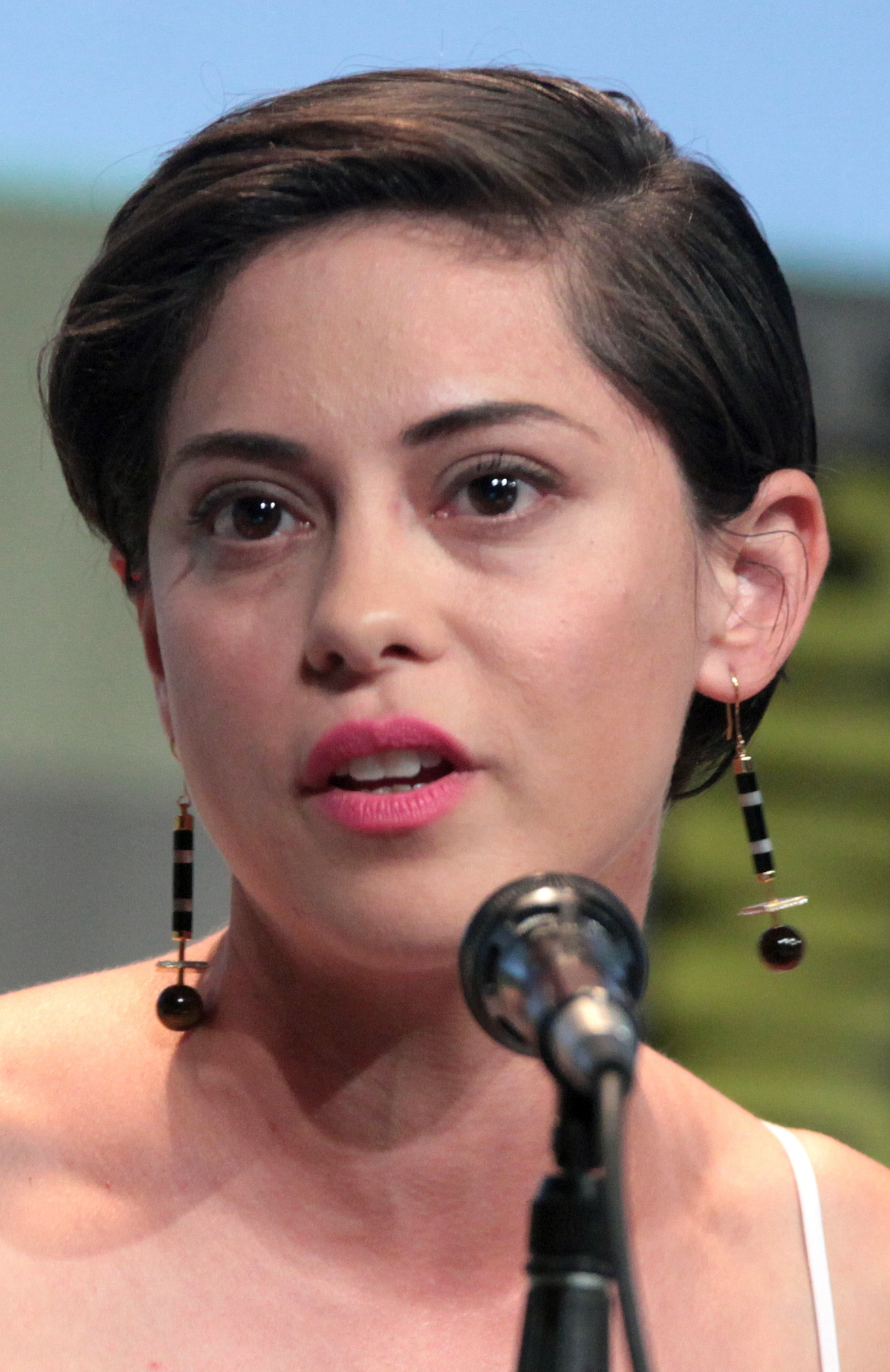
Rosa Salazar, interprète du rôle-titre du film, ici en 2015.

Le rôle de Gally, nommée Alita en version anglaise, est interprété par Rosa Salazar.
En août 2016, The Hollywood Reporter révèle que Christoph Waltz était en négociations pour jouer le docteur Dyson Ido, l'équivalent de Daisuke Ido dans le manga original, puis le mois suivant que Jackie Earle Haley a été choisi pour incarner un antagoniste cyborg.
En octobre 2016, Eiza González rejoint la distribution du film, ainsi que Jorge Lendeborg Jr. qui joue le rôle de Tanji, l'ami d'Hugo, Lana Condor dans le rôle de Koyomi et Leonard Wu dans celui du cyborg Kinuba. Marko Zaror est annoncé dans le rôle du cyborg Ajakutty en décembre 2016. L'actrice Jennifer Connelly se joint au projet en tant qu'antagoniste en février 2017. Michelle Rodriguez est annoncée dans le rôle de Gelda après la fin du tournage.

### Tournage
Le tournage débute le 17 octobre 2016, et doit s'étendre jusqu'au 9 février 2017,, à Austin au Texas.

### Musique
La musique du film est composée par Junkie XL. La chanson du film, Swan Song, est interprétée par la chanteuse anglo-albanaise Dua Lipa. Le single est publié le 24 janvier 2019 en même temps qu'un clip réalisé par Floria Sigismondi.
Liste des titres
1. A Discovery
2. I Don't Even Know My Own Name
3. What's Your Dream?
4. Double Identity
5. The Warrior Within
6. A Dark Past
7. In Time You'll Remember
8. Nova's Orders
9. Jackers Mission
10. Unlocking the Past
11. Whose Body Is This?
12. Grewishka's Revenge
13. Broken Doll
14. With Me
15. I'd Give You My Heart
16. You Just Lost a Puppet
17. What Did You Do?
18. In the Clouds
19. Raising the Sword
20. Motorball
21. Swan Song (interprété par Dua Lipa)

### Suites
Plusieurs suites ont été envisagées. En avril 2023, le producteur Jon Landau confirme qu'une suite est en développement actif, avec Rodriguez comme metteur en scène, et Rosa Salazar comme actrice principale ,.

## Accueil

### Sorties
Le film devait initialement sortir aux États-Unis le 21 décembre 2018 et en France le 26 décembre 2018. Cependant, en septembre 2018, la Fox annonce plusieurs changements de dates pour ses films. La sortie américaine de Alita: Battle Angel est ainsi décalée au 14 février 2019. Le film sort quelques jours avant en Asie (Indonésie, Hong Kong, Corée du Sud, Malaisie…).

### Critiques
Sur l'agrégateur américain Rotten Tomatoes, Alita: Battle Angel obtient 60% d'opinions favorables pour 271 critiques et une notation moyenne de 5,95⁄10. Sur Metacritic, le film décroche une moyenne de 54⁄100, pour 48 critiques.
Michael Nordine du site Indiewire donne au film la note « B+ » et écrit qu'il s'agit du meilleur film de Robert Rodriguez depuis Sin City et que le film apporte quelque chose de rare par rapport aux autres films de science-fiction. Dans Variety, Guy Lodge souligne le travail du réalisateur mais regrette un film trop « embrouillé »
En France, le film obtient une note moyenne de 3,5⁄5 sur le site Allociné à partir de l'interprétation de critiques issues de 29 titres de presse. Du côté des critiques positives, Jean Serroy du Dauphiné libéré décrit notamment le film comme « un superbe conte du XXVIe siècle : fantastique, au sens plein du terme ». Dans Les Inrockuptibles, Bruno Deruisseau écrit notamment « Alita est un film à fleur de peau, qui explore le lien et les oppositions entre une enveloppe agressive et son contenant plus doux ». Alexandre Poncet de Mad Movies pense quant à lui que le film est « une fable de science-fiction vertigineuse, techniquement à des années-lumière de ce qui se fait aujourd'hui ». Dans sa critique parue dans 20 minutes, Caroline Vié souligne la prestation de Rosa Salazar « [elle] est la révélation d’Alita: Battle Angel de Robert Rodriguez, tant elle émeut et étonne en gamine cyborg et amnésique en quête de son passé ». Pour Simon Riaux d’Écran large le film est un « blockbuster esthétiquement ambitieux et violemment épique » et un « bel hommage à l'âge d'or du cyberpunk » malgré quelques « bavardages indigestes ».
Du côté des avis négatifs, Jérémy Piette de Libération écrit notamment « budget faramineux, scénario bâclé, déluge d’effets spéciaux nauséeux : l’adaptation par Robert Rodriguez du célèbre manga de Yukito Kishiro est une vaste fumisterie ». Dans L'Humanité, Vincent Ostria apprécie le visuel du film mais regrette « le pot-pourri de clichés de SF assez usés ». Antoine Le Fur de L'Express écrit notamment « avec ses personnages manichéens et son scénario sans queue ni tête, ce blockbuster de Robert Rodriguez (passé du statut de sale gosse du cinéma à celui de réalisateur sans personnalité) s'oublie bien rapidement ».

### Box-office
| Pays ou région    | Box-office    | Date d'arrêt du box-office | Nombre de semaines |
| ----------------- | ------------- | -------------------------- | ------------------ |
| États-Unis Canada | 85 710 210 $  | 9 mai 2019                 | 12 (terminé)       |
| Chine             | 133 397 094 $ | 21 avril 2019              | 9 (terminé)        |
| France            | 17 781 213 $  | 31 mars 2019               | 7 (terminé)        |
| Corée du Sud      | 16 391 313 $  | 10 mars 2019               | 5 (terminé)        |
| Russie            | 12 472 985 $  | 31 mars 2019               | 7 (terminé)        |
| Royaume-Uni       | 12 185 526 $  | 17 mars 2019               | 6 (terminé)        |
| Mexique           | 8 069 770 $   | 10 mars 2019               | 5 (terminé)        |
| Taïwan            | 7 926 223 $   | 24 février 2019            | 3 (terminé)        |
| Allemagne         | 7 880 719 $   | 10 mars 2019               | 4 (terminé)        |
| Australie         | 7 816 472 $   | 31 mars 2019               | 7 (terminé)        |
| Japon             | 7 690 148 $   | 10 mars 2019               | 3 (terminé)        |
| Espagne           | 5 921 881 $   | 7 avril 2019               | 8 (terminé)        |
| Hong Kong         | 5 632 349 $   | 3 mars 2019                | 4 (terminé)        |
| Total mondial     | 404 852 543 $ | 2 juin 2019                | 17 (terminé)       |

- Multimédia domestique

À la date du mois de décembre 2019, Alita: Battle Angel a gagné au moins 50 millions de dollars en ventes de vidéos à domicile aux États-Unis.

## Distinctions

### Récompenses
- BreakTudo Awards 2019 : film de l'année[58].
- Florida Film Critics Circle Awards 2019 : meilleurs effets visuels[59].
- Hawaii Film Critics Society 2020 : meilleurs effets visuels[60].
- Hollywood Critics Association 2020 : meilleurs performance d'effets visuels ou d'animation pour Rosa Salazar[61].
- Latino Entertainment Journalists Association Awards 2020 : meilleurs performance de voix ou de capture de mouvement pour Rosa Salazar[62].
- Satellite Awards 2019 : meilleurs effets visuels pour Joe Letteri et Eric Saindon[63].
- Visual Effects Society Awards 2020 : personnage d'animation exceptionnel dans un film photoréaliste pour Michael Cozens, Mark Haenga, Olivier Lesaint et Dejan Momcilovic[64].

### Nominations
- Austin Film Critics Association Awards 2020 : meilleure performance de capture de mouvement et d'effets spéciaux pour Rosa Salazar[65].
- Dragon Awards[Quand ?] : meilleur film de science-fiction/fantasy[66].
- Hawaii Film Critics Society 2020 : meilleur film de science-fiction[67].
- Hollywood Critics Association 2020 : meilleurs effets visuels pour Joe Letteri, Eric Saindon et Nick Epstein[68].
- Hollywood Music In Media Awards 2019 : meilleure musique originale d'un film de science-fiction/fantasy pour Junkie XL[69].
- Hollywood Post Alliance, US 2019 : effets visuels remarquables pour Eric Saindon, Michael Cozens, Dejan Momcilovic, Mark Haenga et Kevin Sherwood de Weta Digital[70].
- Imagen Foundation Awards 2019 : meilleure actrice pour Rosa Salazar[71].
- Indiana Film Journalists Association Awards 2019 : meilleure performance capture de mouvement/voix pour Rosa Salazar[72].
- Latino Entertainment Journalists Association Awards 2020 : meilleurs effets visuels[62].
- Phoenix Critics Circle Awards 2019 : meilleure film de science-fiction[73].
- Satellite Awards 2019 :
  - Meilleur film d'animation ou multimédia[74].
  - Meilleure chanson originale pour Swan Song[74].
- Saturn Awards 2019 : meilleur film de science-fiction[75].
- Seattle Film Critics Awards 2019 : meilleurs effets visuels[76].
- St. Louis Film Critics Association Awards 2019 :
  - Meilleurs effets visuels[77].
  - Meilleur film d'action[77].
- Visual Effects Society Awards 2020 :
  - Effets visuels exceptionnels dans un film photoréaliste pour Richard E. Hollander, Kevin L. Sherwood, Eric Saindon, Richard Baneham et Bob Trevino [78].
  - Environnement exceptionnel créé dans un film photoréaliste ; Iron City pour John Stevenson-Galvin, Ryan Arcus, Mathias Larserud et Mark Tait[78].
  - Cinématographie virtuelle exceptionnelle dans un projet d'infographie pour Emile Ghorayeb, Simon Jung, Nick Epstein et Mike Perry [78].
  - Composition exceptionnelle dans un film pour Adam Bradley, Carlo Scaduto, Hirofumi Takeda et Ben Roberts[78].
- Washington DC Area Film Critics Association Awards 2019 : meilleure performance de capture de mouvement pour Rosa Salazar[79].